# Fissidens hallianus
Fissidens hallianus là một loài Rêu trong họ Fissidentaceae. Loài này được (Sull. & Lesq.) Mitt. mô tả khoa học đầu tiên năm 1885.